# Uepset

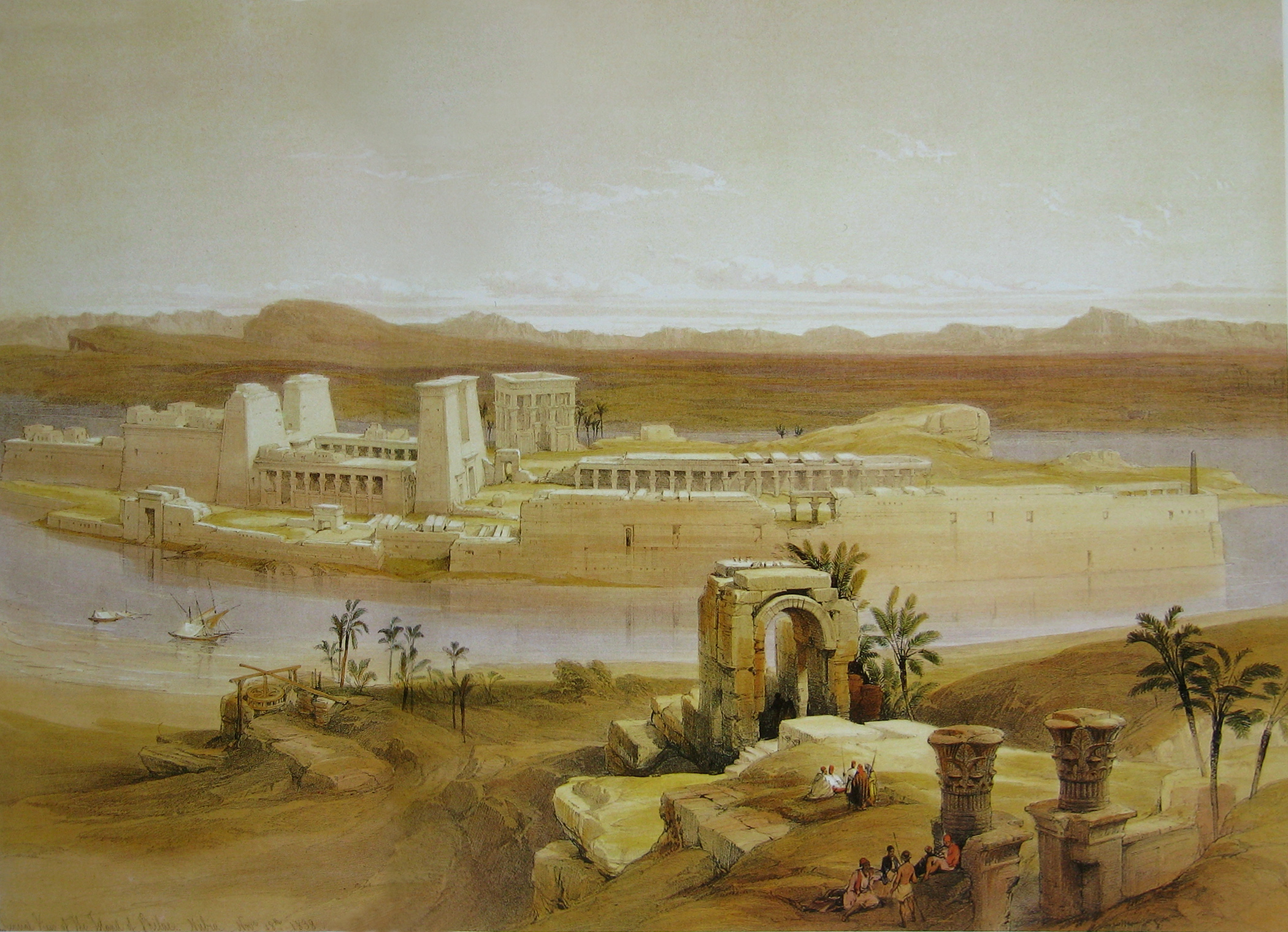
In primo piano, rovine sull'isola di Biga, dove sarebbe stato eretto un Tempio (mai scoperto) a Uepset; sullo sfondo, i celebri Templi di File. Acquarello di David Roberts (1838).

Uepset (wps.t) è una divinità egizia appartenente alla religione dell'antico Egitto, una personificazione del cobra dell'ureo che sormontava le corone regali e i copricapi degli dei. La dea Uepset partecipava inoltre dell'Occhio di Ra e, nei "Testi dei sarcofagi", è menzionata semplicemente come "l'Occhio". Il suo nome significa "Colei che brucia". Nei testi del Nuovo Regno, Uepset è incaricata di annientare i nemici di Osiride. Una sua attestazione archeologica dichiara che le sarebbe stato dedicato un tempio sull'isola di Biga, anche se nel sito non sono state rinvenute tracce di tale struttura; compare però insieme ad altre divinità sia sulla medesima isola di Biga che nella Bassa Nubia (odierno Sudan). 

## Iconografia
Era generalmente rappresentata come un serpente; in epoca greca e romana fu dotata di una iconografia antropomorfa, come donna con testa leonina oppure con il capo sormontato dall'ureo regale e dal disco solare. 